# 圣拉代贡德代努瓦耶
圣拉代贡德-德努瓦耶（法語：Sainte-Radégonde-des-Noyers，法語發音：[sɛ̃t ʁadeɡɔ̃d de nwaje]）是法国卢瓦尔河地区大区旺代省的一个市镇，位于该省南部，属于丰特奈勒孔特区。

## 地理
圣拉代贡德-德努瓦耶（46°22'29"N, 1°3'39"W）面积31.13 平方千米，位于法国卢瓦尔河地区大区旺代省，该省份为法国西部沿海省份，北起大西洋卢瓦尔省和曼恩-卢瓦尔省，西临大西洋，南至滨海夏朗德省，东部及东南部与德塞夫勒省接壤。
与圣拉代贡德-德努瓦耶接壤的市镇（或旧市镇、城区）包括：沙龙、马朗、沙耶莱马赖、莫雷耶、纳利耶、皮拉沃。
圣拉代贡德-德努瓦耶的时区为UTC+01:00、UTC+02:00（夏令时）。

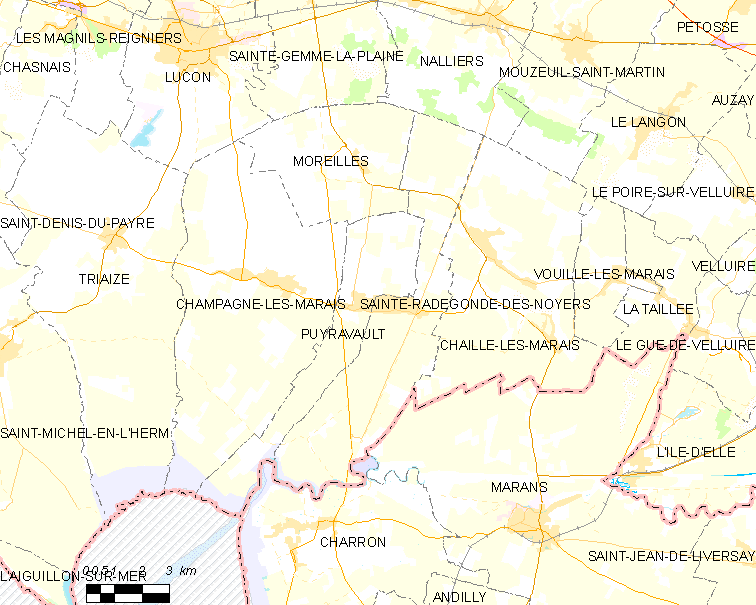
圣拉代贡德-德努瓦耶的OSM定位图

## 行政
圣拉代贡德-德努瓦耶的邮政编码为85450，INSEE市镇编码为85267。

## 政治
圣拉代贡德-德努瓦耶所属的省级选区为吕松县。

## 人口

1962-2008年间圣拉代贡德-德努瓦耶人口变化图示

圣拉代贡德-德努瓦耶于2022年1月1日时的人口数量为982人。